# Colin Nutley
Colin James Nutley (Gosport, 28 febbraio 1944) è un regista inglese, particolarmente famoso in Svezia.

## Biografia
Colin frequentò il Portsmouth Art College e iniziò la sua carriera nella televisione inglese come graphic designer. In seguito ha diretto i primi due episodi di una serie televisiva per bambini Press Gang, ma, scontento del montaggio finale, ottenne di non essere accreditato nei titoli finali.
Il lavoro di Nutley in Svezia è iniziato con la realizzazione di Annika, una miniserie TV su una ragazza svedese che trascorre tre settimane in Inghilterra come studente di lingua. Poi venne il documentario Dove le rose non muoiono, un film sulla vita in un piccolo paese di campagna svedese, che divenne ispirazione per la Casa degli Angeli.
È sposato con l'attrice Helena Bergström, che ha preso parte a molti suoi film.

## Premi e riconoscimenti
Guldbagge
1993 - Miglior regista per Änglagård